# Гамбашидзе, Шалва Ксенофонтович
Шалва Ксенофонтович Гамбашидзе (20 июля [1 августа] 1899, 29 июля 1899 или 1 августа 1899, Квирилы, Кавказская администрация — 15 мая 1955 или 18 мая 1955, Тбилиси, СССР) — грузинский советский актёр театра и кино, народный артист Грузинской ССР (1939)

## Биография
Шалва Гамбашидзе родился 20 июля (1 августа) 1899 года в городе Зестафони в семье священника.
Учился в реальном училище в Кутаиси
В 1920 окончил драматическую студию Г. Джабадари в Тбилиси. Артист Батумского театра
с 1921 — Театра имени Шота Руставели (Тбилиси)
с 1928 — Кутаисского театра (впоследствии — Театр имени Марджанишвили в Тбилиси).
в 1937—1947 — директор, художественный руководитель и режиссёр этого театра. Снимался в кино. Член КПСС с 1940 года.
Похоронен в Дидубийском пантеоне.

## Признание и награды
- орден Ленина (1946, 10.11.1950)[4]
- орден Трудового Красного Знамени (24.02.1941)[5]
- Народный артист Грузинской ССР (1939).

## Творчество

### Роли в театре
- 1922 — «Овечий источник» Лопе де Вега — Эстеван[3]

### Постановки в театре
- 1944 — «Укрощение строптивой» Шекспира[3]

### Фильмография
- 1927 — Мачеха Саманишвили
- 1928 — Джанки
- 1928 — Женщина с ярмарки
- 1929 — Трубка коммунара — мясник
- 1938 — Великое зарево — «дипломат» Каркумидзе
- 1942 — Георгий Саакадзе — князь Андукапар
- 1943 — Он ещё вернётся — эпизод
- 1945 — Давид Гурамишвили
- 1945 — Строптивые соседи
- 1948 — Кето и Котэ — Макар
- 1949 — Счастливая встреча
- 1954 — Стрекоза